# Horst Köhler
Horst Köhler, född 22 februari 1943 i Heidenstein, Generalguvernementet (nuvarande Skierbieszów i Lublins vojvodskap, Polen), död 1 februari 2025 i Berlin, var en tysk kristdemokratisk politiker. Köhler var Tysklands förbundspresident (Bundespräsident) från den 1 juli 2004 till den 31 maj 2010. Han var dessförinnan chef för den Internationella valutafonden mellan år 2000 och 2004.

## Biografi
Horst Köhler föddes i byn Heidenstein (nuvarande Skierbieszów) i Generalguvernementet, vilket var Tysklands namn på de ockuperade polska områdena. Köhler var son till bönderna Eduard och Elisabeth Köhler vilka ursprungligen kom från norra Bessarabien. I deras hemby Rîșcani levde 1940 runt 400 tyskättande invånare och de blev i samband med den sovjetiska ockupationen (en följd av Molotov–Ribbentrop-pakten mellan Sovjetunionen och Tyskland) tillsammans med andra folktyskar omflyttade till Tyska riket. De levde under två år i ett läger. I augusti 1942 flyttade familjen till en gård i Heidenstein där Köhler föddes 1943. 
På grund av partisanöverfall mot gårdarna i området, kom modern tillsammans med Köhler och tre syskon 1944 till ett uppsamlingsläger i Warthegau. Fadern fortsatte att arbeta på gården fram till i juli samma år, då Röda armén kom fram till området. I samband med den sovjetiska offensiven i januari 1945 flydde familjen tillsammans med miljontals andra tyskar västerut. Familjen hamnade i Zöbigker, söder om Leipzig, och byggde där upp en ny tillvaro. 1953, sedan den östtyska regimen hade börjat kollektivisera jordbruken, valde de att lämna landet. Via Västberlin tog man sig till Västtyskland där familjen levde i flyktingläger fram till 1957 då man fick en lägenhet i Ludwigsburg och det är också den stad som Köhler ser som sin hemstad. Han tog studenten där 1963 och tjänstgjorde därefter i militären där han blev löjtnant i reserven. 1965–1969 studerade Köhler vid universitetet i Tübingen.
Köhler arbetade vid Ekonomiministeriet, (Bundesministerium für Wirtschaft), 1976–1980. 1981 blev Köhler medlem i det kristdemokratiska partiet CDU och började arbeta i delstatsregeringen i Schleswig-Holsteins statskansli. Från 1982 tjänstgjorde han som chefstjänsteman på Finansministeriet (Bundesministerium der Finanzen).

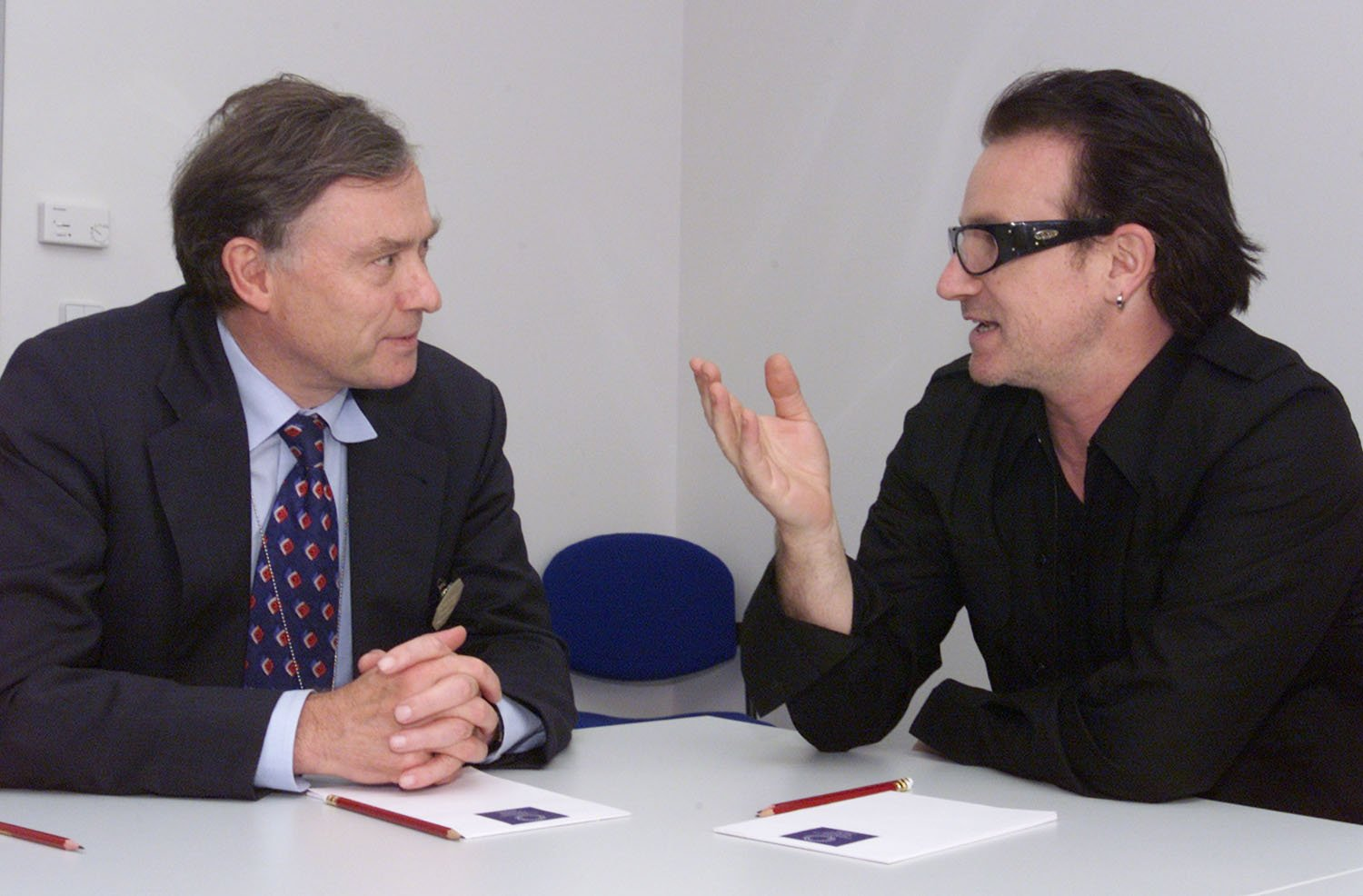
Horst Köhler i samtal med Bono.

## President i Tyskland
Köhler valdes 2004 till Tysklands förbundspresident, och omvaldes 2009. Han avgick hastigt från posten 2010.
Den tyska presidentposten är så gott som enbart representativ, och Köhler var liksom sina företrädare restriktiv med politiska uttalanden. Dock tog han under sin tid som president vid några tillfällen ställning i dagsaktuella frågor på ett sätt som väckte politisk debatt, till exempel ett utspel om olika social- och arbetsmarknadspolitiska frågor under våren 2005. Hans avgång var en följd av ett uttalande där han försvarade Tysklands deltagande i Afghanistankriget. Efter avgången efterträddes han temporärt som statschef av Jens Böhrnsen (SPD), ordförande i Tysklands förbundsråd, till dess att Christian Wulff (CDU) valdes till ny förbundspresident 30 juni 2010.